# Zarafexã
Zarafexã, Zeravexã ou Zarafexom (em usbeque: Zarafshon / Зарафшон; em russo: Зарафшан) é uma cidade do centro do do Usbequistão, que pertence ao vilaiete (viloyat; província) de Navoi. Tem 55 quilômetros quadrados de área e segundo censo de 2020, havia 83 815 habitantes.
É chamada "capital do ouro do Usbequistão". Aí está instalada a administração da Navoi Mining & Metallurgy Combinat, encarregada da mineração e do processamento do ouro nas proximidades da mina a céu aberto de Muruntau. Entre 1995 e 2006, a mina e processadora de ouro era operada pela Zarafshan-Newmont Joint Venture,